# 캐슬린 케네디 타운샌드
캐슬린 하딩턴 케네디 타운샌드(영어: Kathleen Hartington Kennedy Townsend, 1951년 7월 4일 ~ )는 1995년부터 2003년까지 메릴랜드의 6대 부지사였던 미국 변호사이다. 그녀는 2002년에 메릴랜드 주지사 선거에 출마했지만 실패했다. 그녀는 메릴랜드의 첫 여성 부지사였다.
2010년, 타운센드는 비영리 단체인 아메리칸 브릿지의 회장이 되었는데, 이 단체는 민주당 후보들과 대의명분을 위한 기금을 모으는 것에 중점을 두고 있다. 2021년부터 그녀는 은퇴와 관련한 조언자로서 미국 노동부에서 근무하고 있다. 그녀는 저명한 정치인 케네디 가문의 일원이며, 현재 조지프 P. 케네디와 로즈 피츠제럴드 케네디의 살아있는 맏손주이다.

## 역대 선거 결과
| 선거명      | 직책명                        | 대수  | 정당   | 득표율 | 득표수    | 결과 | 당락                 |
| ----------- | ----------------------------- | ----- | ------ | ------ | --------- | ---- | -------------------- |
| 1986년 선거 | 하원의원 (메릴랜드 제2선거구) | 100대 | 민주당 | 41.35% | 68,200표  | 2위  | 낙선                 |
| 1994년 선거 | 메릴랜드 부지사               | 6대   | 민주당 | 50.21% | 708,094표 | 1위  | 메릴랜드 부지사 당선 |
| 1998년 선거 | 메릴랜드 부지사               | 6대   | 민주당 | 55.14% | 846,972표 | 1위  | 메릴랜드 부지사 당선 |
| 2002년 선거 | 메릴랜드 주지사               | 60대  | 민주당 | 47.68% | 813,422표 | 2위  | 낙선                 |